# ウイスキー・サイドカー
ウイスキー・サイドカー (whiskey side car, whisky side car) は、ウイスキーベースのカクテルである。

## 標準的なレシピ
- ウイスキー - 30ml[2]
- ホワイト・キュラソー - 15ml[2]
- レモン・ジュース - 15ml[2]

## 作り方
- シェイカーに材料を全て入れる[2]。
- シェイクし、カクテル・グラスに注ぐ[2]。

## 備考
- ベースとなるウイスキーに、スコッチ・ウイスキーを使用すると、サイレント・サード (silent third) と呼ばれるカクテルになる[3]。なお、サイレント・サードの場合、スコッチ・ウイスキーを25ml、ホワイト・キュラソーを20ml、レモン・ジュースを15ml使用するレシピもある[1]。
- ベースとなるウイスキーに、バーボン・ウイスキーあるいはライ・ウイスキーを使用すると、チャペル・ヒル (chapel hill) と呼ばれるカクテルになる[4]。なお、チャペル・ヒルの場合、バーボン・ウイスキーあるいはライ・ウイスキーを40ml、ホワイト・キュラソーを10ml、レモン・ジュースを10ml使用するレシピや[4]、バーボン・ウイスキーあるいはライ・ウイスキーを36ml、ホワイト・キュラソーを12ml、レモン・ジュースを12ml使用するレシピもある[5]。

## バリエーション
- ジンベースにすると、ホワイト・レディ[6]
- ウォッカベースにすると、バラライカ[6]
- ラムベースにすると、X-Y-Z[6]
- ブランデーベースにすると、サイドカー[6]
- テキーラベースにすると、マルガリータ
- 焼酎ベースにすると、焼酎・サイドカー（酎・サイドカー）